# Хуммерсёландет
Хуммерсёландет (швед. Hummersölandet) — один из островов архипелага Аландские острова, расположен в общине Фёглё, Архипелаговое море, Финляндия. Остров расположен в юго-западной части страны, в 19 км к востоку от Мариехамна и в 250 км к западу от столицы Хельсинки.
Площадь острова 17,33 км², наибольшая протяжённость 6,9 км в восточно-западном направлении, наивысшая точка 9 метров над уровнем моря.
На острове расположены 4 деревни: Братто (13 человек), Гуммерсо (5 человек), Каллсо (8 человек) и Флис (11 человек). По данным на 2016 год на острове проживают 37 человек.

## Части острова и мысы
У частей и мысов острова есть свои названия:
- Bäckö 59°59′26″ с. ш. 20°21′50″ в. д.HGЯO
- Bockholm 59°58′55″ с. ш. 20°22′22″ в. д.HGЯO
- Haguddarna 60°01′14″ с. ш. 20°21′04″ в. д.HGЯO (мыс)
- Rönnäs 60°01′05″ с. ш. 20°21′24″ в. д.HGЯO (мыс)
- Gisselö 60°00′54″ с. ш. 20°22′47″ в. д.HGЯO
- Läringsnäs 60°00′52″ с. ш. 20°21′42″ в. д.HGЯO (мыс)
- Skagsuddarna 60°00′20″ с. ш. 20°19′40″ в. д.HGЯO (мыс)
- Orrholm 60°00′05″ с. ш. 20°19′01″ в. д.HGЯO (мыс)
- Furunäs 59°59′28″ с. ш. 20°19′26″ в. д.HGЯO (мыс)
- Langnäs 59°59′21″ с. ш. 20°24′36″ в. д.HGЯO (мыс)
- Vårholm 59°59′00″ с. ш. 20°24′36″ в. д.HGЯO
- Fostringholm 60°00′06″ с. ш. 20°24′08″ в. д.HGЯO (мыс)
- Lökkil 60°00′01″ с. ш. 20°19′34″ в. д.HGЯO (мыс)
- Getingsnäs 59°59′53″ с. ш. 20°21′30″ в. д.HGЯO(мыс)
- Verkholma 59°59′38″ с. ш. 20°24′46″ в. д.HGЯO(мыс)
- Granhamn 59°59′27″ с. ш. 20°18′07″ в. д.HGЯO (мыс)
- Lågerklobb 59°59′18″ с. ш. 20°20′19″ в. д.HGЯO
- Killingholmarna 59°59′17″ с. ш. 20°20′42″ в. д.HGЯO
- Slätnäs 59°59′14″ с. ш. 20°17′36″ в. д.HGЯO (мыс)
- Långgrund 59°59′01″ с. ш. 20°19′55″ в. д.HGЯO (мыс)
- Ljusholmarna 59°58′47″ с. ш. 20°19′28″ в. д.HGЯO
- Fiskarskär 59°58′42″ с. ш. 20°19′18″ в. д.HGЯO
- Stenudden 60°01′07″ с. ш. 20°20′26″ в. д.HGЯO (мыс)
- Barnholm 60°00′47″ с. ш. 20°22′29″ в. д.HGЯO (мыс)
- Smedsgrundet 60°00′44″ с. ш. 20°22′13″ в. д.HGЯO (мыс)
- Grännäs 59°59′39″ с. ш. 20°21′41″ в. д.HGЯO (мыс)
- Nabben 59°59′17″ с. ш. 20°19′42″ в. д.HGЯO (мыс)
- Riltdals holmen 59°58′53″ с. ш. 20°18′29″ в. д.HGЯO (мыс)

## Климат
Климат на острове умеренный. Ледостав происходит в середине января, сходит лёд в конце апреля или в начале мая.
Средняя температура 6 °С, самый жаркий месяц — июль, 15 °С, а самый холодный — февраль, −3 °С. Среднегодовое количество осадков 550 мм.